# Gustaf Hesselius den äldre
Denna sidan handlar om den i Nordamerika verksamme konstnären Gustaf Hesselius (1682-1755). För hans brorson Gustaf Hesselius (1727-1775), verksam i Sverige, se Gustaf Hesselius den yngre.
Gustaf Hesselius (i USA kallad Gustavus Hesselius), född 1682 i Folkärna i Dalarna, död 25 maj 1755 i Philadelphia i Provinsen Pennsylvania, var en svensk konstnär som emigrerade till Amerika 1711. Han var far till konstnären John Hesselius,  och ingift släkt med den religiösa ledaren Emanuel Swedenborg. Han har kallats "den nordamerikanska målarkonstens fader".

## Ungdom
Hesselius var son till kyrkoherden Andreas Olai Hesselius i Folkärna, Dalarna och Maria Bergia, som var syster till Jesper Swedbergs andra hustru Anna. Släkten kommer från Hesse i Stora Tuna socken där farfadern var klockare. Gustaf Hesselius studerade troligen konst i England och kom 1711 tillsammans med sin äldre broder Andreas Hesselius (1677-1733) till Amerika. Brodern hade blivit utsedd av Karl XII att bli präst för en av de svenska församlingarna i Fort Christina, Delaware.
Andreas Olsson (f. 1644) blev kyrkoherde i Folkärna, och tog redan som student det latiniserade namnet Hesselius efter sin födsloby.

## Målare i Amerika
Gustaf Hesselius bodde i Christina till 1717. Sedan flyttade han till Philadelphia, Pennsylvania, där han bodde till 1721. Här målade han bl.a. altartavlan till Gloria Dei (Old Swedes') kyrkan som avtäcktes 1715. Senare flyttade han till Prince George's County, Maryland och började arbeta som porträttmålare. Här utförde han bland annat altartavlan Den sista nattvarden som är den första kända offentliga konstbeställningen i de amerikanska kolonierna. Tavlan mäter 0.9 x 3 meter och beställdes i oktober 1721, den finns nu i St Barnabas kyrka, Upper Marlboro, Maryland.  Tidigare hade de flesta målningarna i den nya världen varit porträtt. Den sista nattvarden var den första amerikanska målning av betydelse som skildrade en scen. 
Någon gång runt 1735, återvände Hesselius till Philadelphia där han tillbringade resten av sitt liv. Hesselius arbetade även som en orgelbyggare. År 1746 byggde han en orgel för den herrnhutistiska kyrkan i Bethlehem i Pennsylvania. Från denna tid på fokuserade han på att bygga orglar och hänvisade beställningar på målningar till sin son John.

## Eftermäle
År 1994 valdes Hesselius in i Prince George's Countys Hall of Fame.
En gata på Hagalund i Borlänge uppkallades 25/4 1944 efter släktens bemärkansvärda medlemmar.

## Bilder

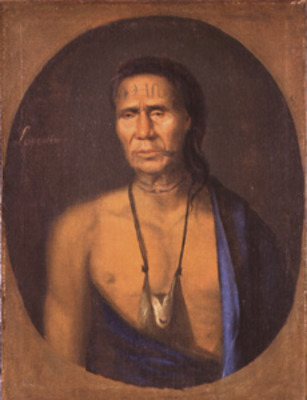
Porträtt av Lappawinsoe, hövding för Lenni Lenape, (1735).
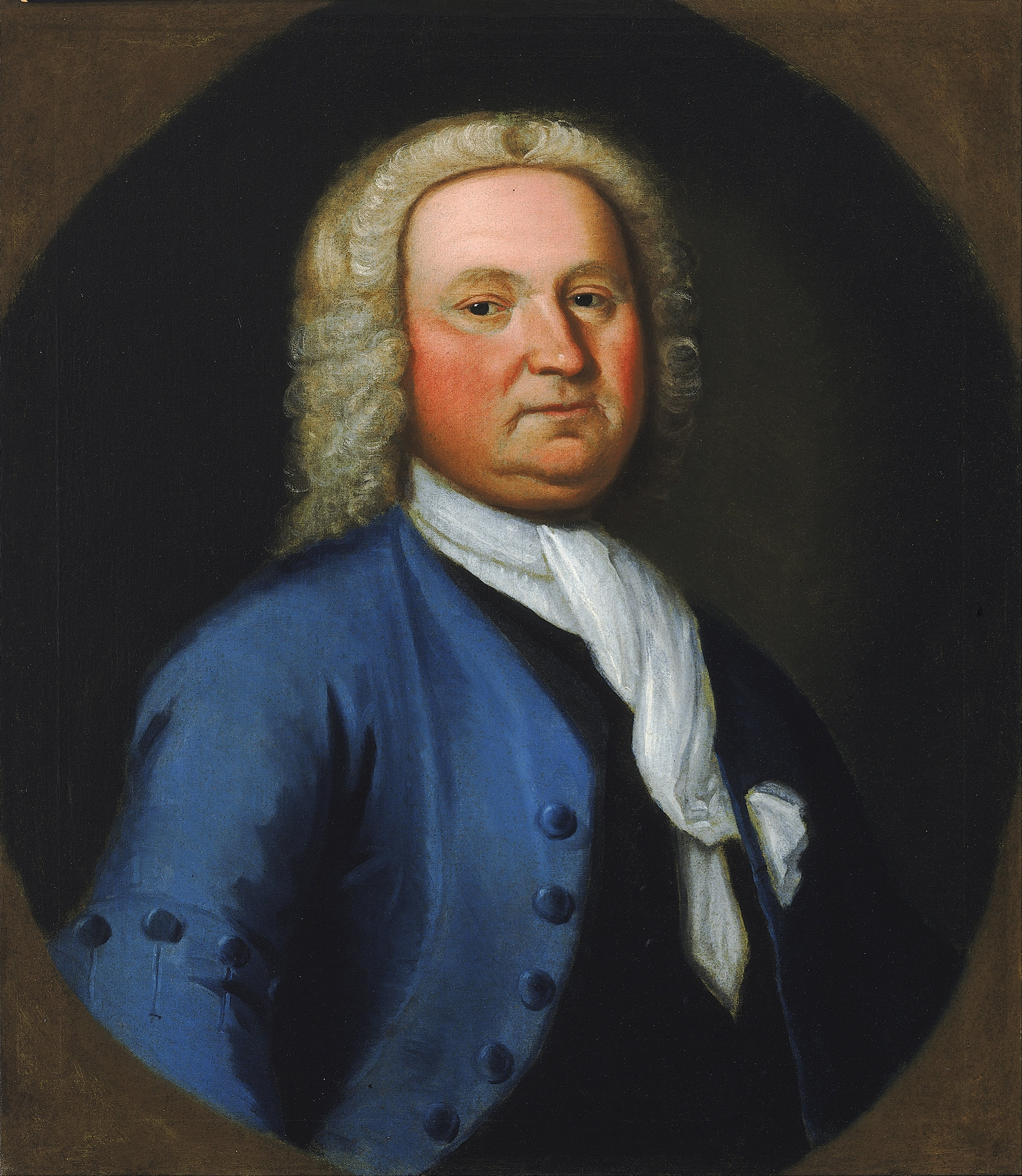
Porträtt av Dr. Gustavus Brown, tillskriven Gustaf Hesselius.
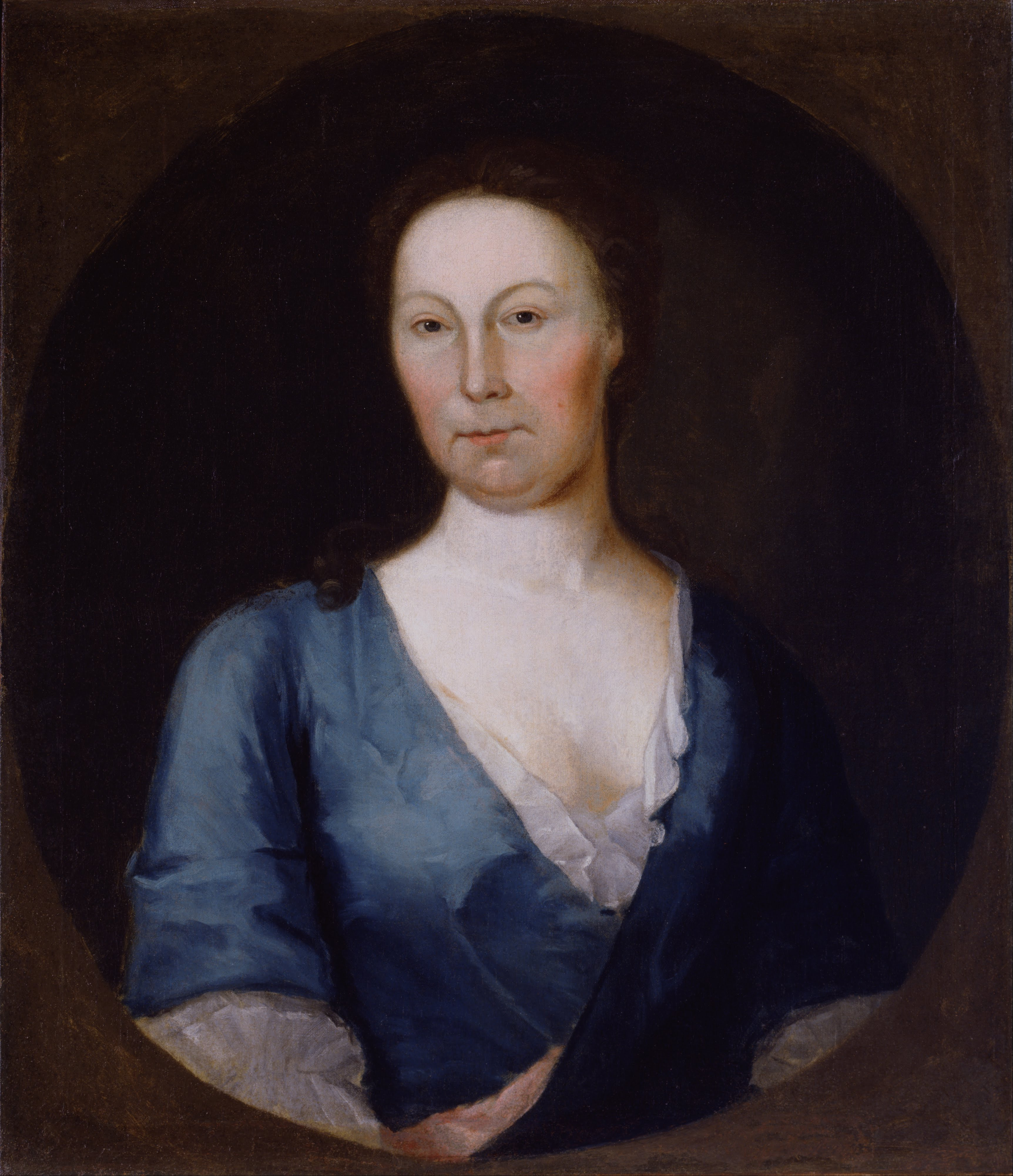
Porträtt av Mrs. Gustavus Brown, tillskriven Gustaf Hesselius.
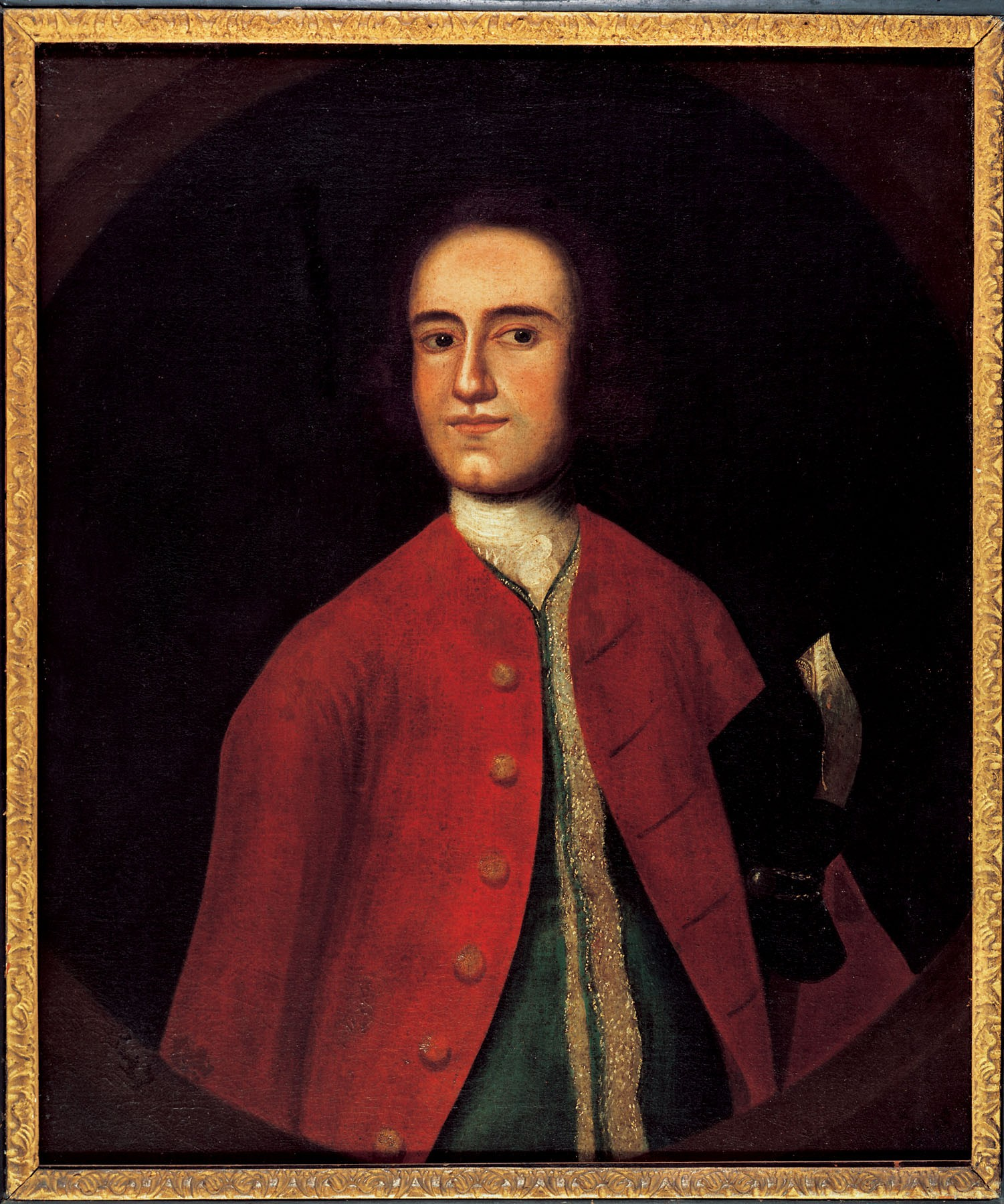
Porträtt av Lawrence Washington, möjligen av Gustaf Hesselius. Lawrence Washington var George Washingtons äldre bror och den som anlade Mount Vernon.